# Partidos políticos de Guatemala
Los partidos políticos en Guatemala son regidos por medio de la Ley Electoral y de Partidos Políticos. Guatemala cuenta con 27 partidos vigentes actualmente, aunque algunos ya sufren procesos de cancelación por lo que el número de estos se reduciría, de confirmarse dichas acciones. Además, existen algunos en proceso de Formación por lo que la cifra aún no está definida.
La vida de los partidos políticos en Guatemala varía de 4 a 10 años ya que algunos tienen varios años de existencia.

## Requisitos
Según el artículo 19 de la Ley Electoral y de Partidos Políticos para que un partido político pueda existir y funcionar legalmente se requiere:
a) Que cuente como mínimo con un número de afiliados equivalente al 0.30% del total de ciudadanos inscritos en el padrón electoral utilizado en las últimas elecciones generales, que estén en el pleno goce de sus derechos políticos. Por lo menos la mitad debe saber leer y escribir.
Al publicarse un nuevo padrón electoral para elecciones generales, los partidos políticos deben cumplir con el requisito anterior, dentro de un plazo que inicia el día que se de por clausurado el proceso electoral y termina noventa días antes de la convocatoria del siguiente proceso de elecciones generales;
b) Estar constituido en escritura pública y llenar los demás requisitos que esta ley establece;
c) Cumplir con los requisitos de inscripción de los integrantes de sus órganos permanentes y mantener éstos debidamente constituidos y en funciones; y,
d) Obtener y mantener vigente su inscripción en el Registro de Ciudadanos

## Partidos políticos con representación en el Congreso
| Partido político | Partido político | Partido político | Partido político                  | Ideología                | Posición política | Resultado obtenido en 2023 | Resultado obtenido en 2023 |
| Partido político | Partido político | Partido político | Partido político                  | Ideología                | Posición política | Votos (%)                  | Escaños                    |
| ---------------- | ---------------- | ---------------- | --------------------------------- | ------------------------ | ----------------- | -------------------------- | -------------------------- |
|                  |                  | UNE              | Unidad Nacional de la Esperanza   | Socialista               | Derecha           | 17.92%                     | 28/160                     |
|                  |                  | VAMOS            | Vamos por una Guatemala diferente | Conservadurismo          | Derecha           | 7.96%                      | 39/160                     |
|                  |                  | SEMILLA          | Movimiento Semilla                | Progresismo              | Centroizquierda   | 5.24%                      | 23/160                     |
|                  |                  | CABAL            | Cabal                             | Conservadurismo          | Derecha           | 5.23%                      | 18/160                     |
|                  |                  | VIVA             | Visión con Valores                | Conservadurismo          | Derecha           | 4.70%                      | 11/160                     |
|                  |                  | VALOR            | Valor                             | Conservadurismo          | Derecha           | 4.55%                      | 10/160                     |
|                  |                  | BIEN             | Bienestar Nacional                | Liberalismo conservador  | Centroderecha     | 4.79%                      | 4/160                      |
|                  |                  | TODOS            | Todos                             | Conservadurismo          | Derecha           | 4.39%                      | 6/160                      |
|                  |                  | CREO             | Compromiso, Renovación y Orden    | Liberalismo conservador  | Centroderecha     | 4.40%                      | 3/160                      |
|                  |                  | URNG - WINAQ     | Winaq - URNG                      | Progresismo              | Centroizquierda   | 3.50%                      | 1/160                      |
|                  |                  | VICTORIA         | Victoria                          | Conservadurismo          | Derecha           | 2.51%                      | 3/160                      |
|                  |                  | CAMBIO           | Cambio                            | Liberalismo conservador  | Centroderecha     | 3.29%                      | 1/160                      |
|                  |                  | PU               | Partido Unionista                 | Conservadurismo          | Derecha           | 2.93%                      | 2/160                      |
|                  |                  | AZUL             | Partido Azul                      | Socialismo del siglo XXI | Derecha           | 2.78%                      | 2/160                      |

## Partidos políticos extraparlamentarios
Existen también partidos políticos nuevos que no están representados en el parlamento.
| Nombre | Nombre | Nombre | Nombre                                | Ideología            | Posición política | Líder                      |
| ------ | ------ | ------ | ------------------------------------- | -------------------- | ----------------- | -------------------------- |
|        |        | UR     | Unión Republicana                     | Conservadurismo      | Derecha           | Giulio Talamonti           |
|        |        | AZUL   | Partido Azul                          | Conservadurismo      | Derecha           | Isaac Farchi               |
|        |        | PPN    | Partido político Nosotros             | Populismo            | Derecha           | Rudy Guzmán                |
|        |        | CABAL  | Partido Cabal                         | Humanismo            | Centroderecha     | Edmond Mulet               |
|        |        | CAMBIO | Cambio                                | Populismo de derecha | Centroderecha     | Manuel Baldizón            |
|        |        | PPG    | Partido Popular Guatemalteco          | Populismo            | Centro            | Neto Bran                  |
|        |        | PR     | Partido Republicano                   | Conservadurismo      | Derecha           | Rafael Espada              |
|        |        | CE     | Comunidad Elefante                    |                      | Centro            | Hugo Peña                  |
|        |        | PIN    | Partido de Integración Nacional       | Conservadurismo      | Derecha           | Luis Lam Padilla           |
|        |        | VOS    | Voluntad, Oportunidad y Solidaridad   | Socialdemocracia     | Centroizquierda   | Carlos Bezares             |
|        |        | MF     | Mi Familia                            | Conservadurismo      | Derecha           | Julio Rivera Clavería      |
|        |        | PODER  | Partido de Oportunidades y Desarrollo |                      | Centroderecha     | Walfre Oswaldo Lara Matute |

## Partidos políticos disueltos
Son partidos políticos que anteriormente existieron y que fueron disueltos.
| Logo | Logo | Partido                                          | Fundación | Disolución | Causa                                       |
| ---- | ---- | ------------------------------------------------ | --------- | ---------- | ------------------------------------------- |
|      |      | Partido Conservador                              | 1820      | 1898       |                                             |
|      |      | Partido Liberal                                  | 1823      | 1944       |                                             |
|      |      | Partido Unionista                                | 1920      | 1927       |                                             |
|      |      | Partido Comunista de Guatemala                   | 1923      | 1932       |                                             |
|      |      | Partido Liberal Progresista                      | 1922      | 1944       |                                             |
|      |      | Frente Popular Libertador                        | 1944      | 1950       | Integración al PRG                          |
|      |      | Partido Renovación Nacional                      | 1944      | 1954       | Ilegalización                               |
|      |      | Partido Acción Revolucionaria                    | 1944      | 1954       | Ilegalización                               |
|      |      | Frente Nacional Democrático                      | 1944      | 1945       |                                             |
|      |      | Partido Demócrata Central                        | 1944      | 1945       |                                             |
|      |      | Partido de Unificación Anticomunista             | 1948      | 1985       | Umbral de votos                             |
|      |      | Frente Popular Libertador Ortodoxo               | 1949      | 1950       |                                             |
|      |      | Partido Guatemalteco del Trabajo                 | 1949      | 1954       | Ilegalización                               |
|      |      | Partido de Reconciliación Democrática Nacional   | 1950      | 1963       | Ilegalización                               |
|      |      | Partido del Pueblo                               | 1950      | 1954       |                                             |
|      |      | Partido de la Revolución Guatemalteca            | 1952      | 1952       | Ilegalización                               |
|      |      | Movimiento Democrático Nacional                  | 1953      | 1958       |                                             |
|      |      | Partido Independiente Anticomunista de Occidente | 1953      | 1958       |                                             |
|      |      | Partido Liberación Anticomunista Guatemalteco    | 1954      | 1954       | ¿?                                          |
|      |      | Asociación Nacional Democrática                  | 1954      | ¿?         |                                             |
|      |      | Movimiento de Liberación Nacional                | 1954      | 2000       | Umbral de votos                             |
|      |      | Democracia Cristiana Guatemalteca                | 1955      | 2008       | Umbral de votos                             |
|      |      | Partido Revolucionario                           | 1957      | 1995       | Transformado en FDNG                        |
|      |      | Partido Institucional Democrático                | 1963      | 1996       | Umbral de votos                             |
|      |      | Partido Nacional Renovador                       | 1970      | 1991       | Umbral de votos                             |
|      |      | Partido Socialista Democrático                   | 1983      | 1998       | Organización no vigente                     |
|      |      | Alianza Popular 5                                | 1988      | 1996       | Umbral de votos                             |
|      |      | Central Auténtica Nacionalista                   | 1977      | 1996       | Umbral de votos                             |
|      |      | Partido Demócrata                                | 1990      | 1991       | Umbral de votos                             |
|      |      | Movimiento Emergente de Concordia                | 1983      | 1991       | Umbral de votos                             |
|      |      | Frente Unido de la Revolución                    | 1975      | 1991       | Umbral de votos                             |
|      |      | Unión Nacionalista Organizada                    | 1988      | 1998       | Sin participar en elecciones de 1994 y 1995 |
|      |      | Partido Democrático de Cooperación Nacional      | 1983      | 1991       | Umbral de votos                             |
|      |      | Frente de Avance Nacional                        | 1990      | 1997       | Transformado en UN                          |
|      |      | Unión del Centro Nacional                        | 1983      | 2000       | Umbral de votos                             |
|      |      | Frente de Unidad Nacional                        | 1974      | 1996       | Umbral de votos                             |
|      |      | Movimiento de Acción Solidaria                   | 1986      | 1996       | Transformado en ARDE                        |
|      |      | Partido Progresista                              | 1993      | 1996       | Umbral de votos                             |
|      |      | Partido Reformador Guatemalteco                  | 1990      | 1996       | Umbral de votos                             |
|      |      | Cambio Historíco Nacional                        | 1994      | 1996       | Umbral de votos                             |
|      |      | Partido Demócrata Guatemalteco                   | 1995      | 1996       | Umbral de Votos                             |
|      |      | Movimiento de los Descamisados                   | 1992      | 1996       | Umbral de votos                             |
|      |      | Partido de Conciliación Nacional                 | 1994      | 1996       | Umbral de votos                             |
|      |      | Movimiento Patriótico Libertad                   | 1994      | 1996       | Umbral de votos                             |
|      |      | Fuerza Democrática Popular                       | 1992      | 1996       | Umbral de votos                             |
|      |      | Partido del Pueblo                               | 1994      | 1996       | Umbral de votos                             |
|      |      | Partido Laborista Guatemalteco                   | 1992      | 2002       | Transformado en MR                          |
|      |      | Unión Reformista Social                          | 1995      | 1998       | Transformado en LOV                         |
|      |      | Partido Libertador Progresista                   | 1994      | 2016       | Transformado en Valor                       |
|      |      | Frente Republicano Guatemalteco                  | 1990      | 2013       | Reorganización como PRI                     |
|      |      | Desarrollo Integral Auténtico                    | 1993      | 1995       | Umbral de votos                             |
|      |      | Unidad Nacionalista                              | 1997      | 2001       | Transformado en Unión Nacional              |
|      |      | Unión Democrática                                | 1993      | 2017       | Organización no vigente                     |
|      |      | Acción Reconciliadora Democrática                | 1996      | 2000       | Umbral de votos                             |
|      |      | La Organización Verde                            | 1999      | 2001       | Transformado en Los Verdes                  |
|      |      | Alianza Democrática                              | 1997      | 2000       | Umbral de votos                             |
|      |      | Alianza Reconciliadora Nacional                  | 1998      | 2000       | Umbral de votos                             |
|      |      | Frente Democrático Nueva Guatemala               | 1995      | 2000       | Umbral de votos                             |
|      |      | Partido DÍA                                      | 1998      | 2008       | Umbral de votos                             |
|      |      | Partido Patriota                                 | 2001      | 2017       | Financiamiento ilícito                      |
|      |      | Movimiento Reformador                            | 2002      | 2018       | Transformado en Podemos                     |
|      |      | Partido Solidaridad Nacional                     | 2002      | 2005       | Refundado como GANA                         |
|      |      | Democracia Social Participativa                  | 2003      | 2004       | Umbral de votos                             |
|      |      | Unión Nacional                                   | 2001      | 2004       | Umbral de votos                             |
|      |      | Movimiento Social y Político Cambio Nacional     | 2003      | 2004       | Umbral de votos                             |
|      |      | Transparencia                                    | 2003      | 2006       | Transformado en El Frente                   |
|      |      | Movimiento Principios y Valores                  | 2003      | 2004       | Organización no Vigente                     |
|      |      | Unidad Nacional Auténtica                        | 2003      | 2006       | Organización no vigente                     |
|      |      | Centro de Acción Social                          | 2003      | 2012       | Umbral de votos                             |
|      |      | Alianza Nueva Nación                             | 2003      | 2008       | Umbral de votos                             |
|      |      | Frente por la Democracia                         | 2006      | 2009       | Transformado en Coalición por el Cambio     |
|      |      | Alternativa Nueva Nación                         | 2010      | 2015       | Refundado como Convergencia                 |
|      |      | Convergencia                                     | 2014      | 2020       | Umbral de votos                             |
|      |      | Gran Alianza Nacional                            | 2005      | 2018       | Organización no vigente                     |
|      |      | Unión del Cambio Nacional                        | 2006      | 2022       | Financiamiento ilícito                      |
|      |      | Acción de Desarrollo Nacional                    | 2010      | 2012       | Umbral de votos                             |
|      |      | Encuentro por Guatemala                          | 2007      | 2020       | Umbral de votos                             |
|      |      | Libertad Democrática Renovada                    | 2009      | 2016       | Financiamiento ilícito                      |
|      |      | Movimiento Nueva República                       | 2009      | 2016       | Umbral de votos                             |
|      |      | Movimiento Integral de Oportunidades             | 2008      | 2021       | Organización no vigente                     |
|      |      | Partido Socialdemocráta Guatemalteco             | 2005      | 2018       | Organización no vigente                     |
|      |      | Ciudadanos Activos de Formación Electoral        | 2011      | 2017       | Organización no vigente                     |
|      |      | Coalición por el Cambio                          | 2011      | 2017       | Transformado en PLG                         |
|      |      | Cooperación Nacional Ciudadana                   | 2010      | 2012       | Organización no vigente                     |
|      |      | Fuerza                                           | 2011      | 2020       | Umbral de votos                             |
|      |      | Corazón Nueva Nación                             | 2011      | 2016       | Financiamiento Ilícito                      |
|      |      | Partido Republicano Institucional                | 2013      | 2015       | Umbral de votos                             |
|      |      | Partido Productividad y Trabajo                  | 2015      | 2020       | Umbral de votos                             |
|      |      | Unidos                                           | 2018      | 2020       | Umbral de votos                             |
|      |      | Movimiento Libre                                 | 2017      | 2020       | Umbral de votos                             |
|      |      | Avanza                                           | 2018      | 2022       | Umbral de votos                             |
|      |      | Partido de Avanzada Nacional                     | 1989      | 2024       | Umbral de Votos                             |
|      |      | Mi Familia                                       | 2023      | 2024       | Umbral de Votos                             |
|      |      | Unión Republicana                                | 2022      | 2024       | Umbral de Votos                             |
|      |      | Partido Humanista de Guatemala                   | 2017      | 2024       | Umbral de Votos                             |
|      |      | Partido Republicano                              | 2022      | 2024       | Umbral de votos                             |
|      |      | Frente de Convergencia Nacional                  | 2008      | 2024       | Umbral de votos                             |
|      |      | Partido de Integración Nacional                  | 2022      | 2024       | Umbral de votos                             |
|      |      | Podemos                                          | 2018      | 2024       | Umbral de votos                             |
|      |      | Partido Popular Guatemalteco                     | 2022      | 2024       | Umbral de votos                             |
|      |      | Partido de Oportunidades y Desarrollo            | 2023      | 2024       | Candidaturas suspendidas/Umbral de votos    |
|      |      | Prosperidad Ciudadana                            | 2016      | 2024       | Candidaturas anuladas en 2023               |

## Partidos políticos en formación
Hay un comité pro-formación de partido político se encuentran registrados en el Tribunal Supremo Electoral el 7 de marzo de 2023:
| Nombre | Nombre     | Nombre                               | Ideología           | Posición política | Líder                                 |  |
|        | PT         | Partido de los Trabajadores          |                     |                   |                                       |  |
|        | SUMA       | Suma                                 |                     |                   |                                       |  |
|        | GP         | Guatemala Posible                    |                     |                   |                                       |  |
|        | SG         | Somos Guatemala                      |                     | Izquierda         | Jonathan Josué Castañeda Milián       |  |
|        | AxJ        | Alianza por la Justicia              | Progresismo         | Izquierda         | Thelma Aldana                         |  |
|        | PJ         | Jaguar                               |                     |                   |                                       |  |
|        | PVG        | Partido Verde Guatemalteco           |                     |                   |                                       |  |
|        | UxG        | Unidos por Guatemala                 |                     |                   |                                       |  |
|        | UNO        | Unión Nacional Organizado            |                     |                   |                                       |  |
|        | JUNTOS     | Juntos                               | Conservadurismo     | Derecha           | Juan Carlos Eggenberger               |  |
|        | AGUA       | Amo a Guatemala                      |                     |                   |                                       |  |
|        | APV        | Apertura Política con Valores        |                     |                   |                                       |  |
|        | ARENA      | Aliados por la República y la Nación |                     |                   |                                       |  |
|        | VEN        | Voces de Esperanza Nueva             |                     |                   | Mario Roberto Valdeavellano Hernández |  |
|        | PCC        | Partido Cambio Ciudadano             |                     |                   |                                       |  |
|        | ACTUA      | Actúa                                |                     |                   |                                       |  |
|        | CDG        | Centro Democrático Guatemalteco      |                     |                   |                                       |  |
|        | PPU        | Partido Patria Unida                 |                     |                   |                                       |  |
|        | NI         | Nuevas Ideas                         | Bukelism            |                   |                                       |  |
|        | ML         | Movimiento Libertad                  | Conservadurismo     |                   |                                       |  |
|        | AP         | Alianza Popular                      |                     |                   |                                       |  |
|        | RL         | República Libre                      |                     |                   |                                       |  |
|        | BUS        | Brigadas Unidas en Socialdemocracia  | Socialdemocracia    | Centroizquierda   |                                       |  |
|        | AP         | Acción Política                      |                     |                   |                                       |  |
|        | NT         | Nuevos Tiempos                       |                     |                   |                                       |  |
|        | CELESTE    | Ciudadanía Celeste                   | Socioliberalismo    | Centroderecha     |                                       |  |
|        | FUSIONISTA | Partido Fusionista                   | Liberalismo clásico | Derecha           | Jorge David Chiapas Muralles          |  |